# Efecto Semmelweis

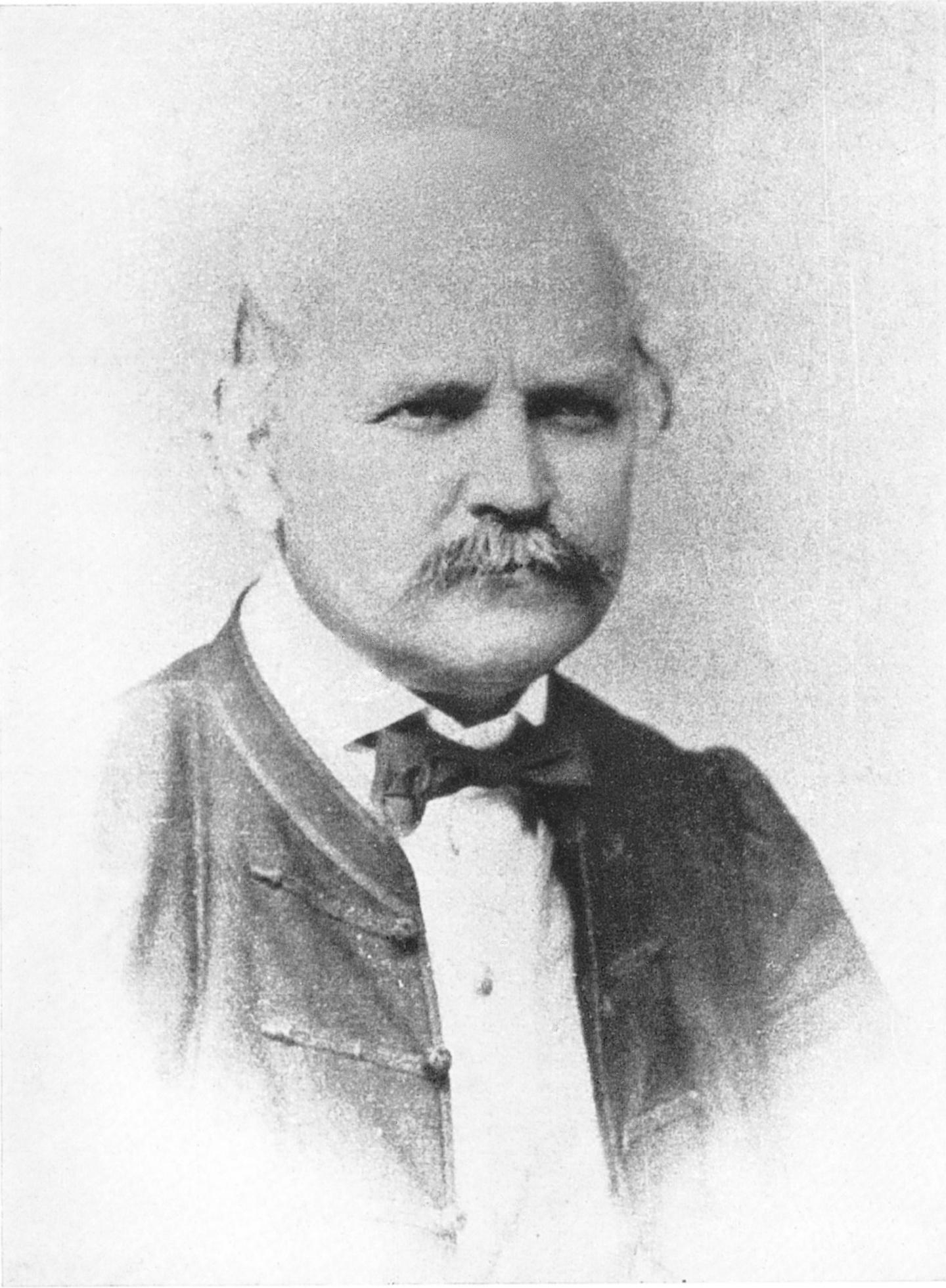
Ignaz Semmelweis

El efecto Semmelweis una metáfora para la tendencia a rechazar evidencia o nuevo conocimiento que contradiga normas, creencias o paradigmas preestablecidos.
Este término es derivado del nombre de Ignaz Semmelweis, que descubrió, en 1847, que la tasa de mortalidad de pacientes con Infección puerperal se reducía 10 veces si los doctores se desinfectaban las manos con una solución clórica después de atender a un paciente, y antes de atender a otro — y particularmente después de una autopsia. El procedimiento propuesto por Semmelweis salvó una gran cantidad de vidas al prevenir la contaminación de pacientes, en su mayoría mujeres embarazadas, con lo que nombró "partículas cadavéricas", 20 años antes de que se descubriera la teoría microbiana de la enfermedad. A pesar de la abundante evidencia empírica que respaldaba su propuesta del lavado de manos, sus colegas médicos rechazaron sus sugerencias, a menudo por razones que no tenían nada que ver con la práctica de la medicina. Por ejemplo, algunos doctores se rehusaban a creer que las manos de un caballero pudieran transmitir enfermedades.
A pesar de que hay incertidumbre con respecto a su origen y su uso, la expresión "reflejo de Semmelweis" o "efecto Semmelweis" se usó por el autor Robert Anton Wilson. En su libro, El Juego de la Vida, Timothy Leary ofreció la siguiente definición sobre el efecto Semmelweis: "El comportamiento en masas de los primates y homínidos en planetas no desarrollados, en el que el descubrimiento de hechos científicos es castigado".